# 奇吉林水庫
奇吉林水庫是座白俄羅斯的水庫，位於德魯季河流域，由莫吉廖夫州負責管轄，海拔高度139米，長15.5公里、寬2公里，面積21平方公里，始建於1960年，最大水深8.1米。